# Michael Spencer
Michael Spencer (Bellshill (North Lanarkshire), 1975) is een Schots componist en muziekpedagoog.

## Levensloop
Spencer studeerde muziek en Schotse literatuur aan de Universiteit van Glasgow. Hij studeerde onder andere compositie bij Graham Hair en behaalde zijn Master of Arts. Vervolgens studeerde hij compositie bij Geoff Poole en John Casken aan de Universiteit van Manchester en behaalde zijn Master of Music en later promoveerde hij aldaar tot Ph.D. (Philosophiæ Doctor). 
Van 1999 tot 2002 was hij organisator en uitvoerend musicus voor experimentele en eigentijdse muziek in The Arches in Glasgow. Vervolgens was hij docent aan het Trinity College of Music in Londen. Tegelijkertijd was hij huiscomponist van de National Youth Brass Band. 
Tegenwoordig (2009) is hij docent voor compositie en eigentijdse muziekgeschiedenis aan de Universiteit van Leeds in Leeds. Als componist schrijft hij werken binnen verschillende genres.

## Composities

### Werken voor orkest
- 1999 ...las Redes de Piedra, voor altsaxofoon en orkest
- 2001 rev.2002 é quella sì lontana, voor kamerorkest

### Werken voor harmonieorkest
- 2001 The Song Mickey Heard at the Bottom of his Pint in the Zodiac Bar, voor harmonieorkest

### Muziektheater

#### Live performance
- 2003 same ground, once more stirring under our feet – Homage to Foucault, voor dwarsfluit, viool, slagwerk, accordeon, live elektronica, 2 langspeelplaten-apparaturen, video-projectie
- 2004 Strike softly, away from body, voor sopraansaxofoon, elektrische gitaar, hammondorgel, elektrische viool, contrabas, live elektronica

### Vocale muziek
- 2009 ...quell velen che dolcemate ancide..., voor sopraan, dwarsfluit en cello

### Werken voor koren
- 2002 Une nuit noire, par un calme, voor 24 zangstemmen

### Kamermuziek
- 1998 Über die Grenzen des All..., voor piccolo/altfluit, klarinet, altsaxofoon, tuba, piano/klavecimbel, viool en altviool
- 2000 Pendule (... de Foucalt), voor hoorn, viool en piano
- 2000 Toxic Knuckle Bones, voor kamerensemble
- 2001 la mer allée avec le soleil, voor viool, piano en slagwerk
- 2003 Message from Aiwass II, voor cello, piano en slagwerk
- 2003-2006 The Lynx Arc, voor improviserende saxofoon solisten en ensemble
- 2006 If this be my fate, voor trombone en slagwerk
- 2006 Délire, voor strijkkwartet
- 2007-2008 Ophelia Fragments, voor sopraan, dwarsfluit, klarinet, slagwerk en viool
- 2007-2008 Message from Aiwass VII, voor 19-divisie toon trompet, slagwerk en live elektronica
- 2009 Ungrund II (After Boehme), voor klarinet en kick-drum

### Werken voor orgel
- 2002 Sotto Voce

### Werken voor piano
- 2001 The Eemis Stane – Homage to Kaikhosru Shapurji Sorabji
- 2002 Message From Aiwass (frammenti neri), voor twee piano's

### Werken voor slagwerk
- 1999 Do not machine, voor slagwerk duet
- 2008 Si vous êtes pris dans le rêve de l’autre, vous êtez foutu, voor zeven slagwerkers